# Daniel Cámpora
Daniel Hugo Cámpora Sivori (* 30. Juni 1957 in San Nicolás de los Arroyos) ist ein argentinischer Schachspieler.
Im Jahr 1975 wurde Daniel Cámpora argentinischer Jugendmeister. Zweimal gewann er die argentinische Einzelmeisterschaft (1986 und 1989). Internationale Turniere gewann er unter anderem 1983 in Tuzla, 1996 in Benasque (geteilt mit Oleg Korneev) und Biel/Bienne, 2003 in Almendralejo und 2006 in Sevilla. 
Cámpora nahm zwischen 1978 und 2008 für Argentinien an neun Schacholympiaden teil, wobei er in Moskau 1994 eine Goldmedaille für seine Leistung von 7,5 aus 9 am ersten Brett und eine Silbermedaille für seine Rating Performance von 2776 Elo-Punkten erhielt. Außerdem nahm er mit Argentinien an der Mannschaftsweltmeisterschaft 1985 teil.
In der spanischen Mannschaftsmeisterschaft spielte er 1995 und 1996 für RC Labradores Sevilla, 1999 und 2000 für CA Caja de Canarias sowie von 2001 bis 2003 und erneut 2005 für die Mannschaft von CA Tiendas UPI Mancha Real, mit der er 2001 und 2002 spanischer Mannschaftsmeister wurde und am European Club Cup 2004 teilnahm. In den 1990er und 2000er Jahren spielte er außerdem in der argentinischen, Schweizer (für Biel) und portugiesischen (für die GD Diana Évora) 1. Liga.
Zwar zählte Cámpora nie zur absoluten Weltspitze (seine beste Weltranglistenposition war der 44. Platz im Januar 1987), aber er hat es im Laufe seiner Karriere geschafft, viele Weltklassespieler zu schlagen: Er hat Siege vorzuweisen gegen Ľubomír Ftáčnik, Bent Larsen, Milan Matulović, András Adorján, Lajos Portisch, Dragoljub Velimirović, Boris Gulko, László Szabó, Murray Chandler, Efim Geller, Ye Jiangchuan, Julio Ernesto Granda Zúñiga, Wesselin Topalow, Alexander Morosewitsch, Andrei Charlow, William Lombardy, Jan Timman, Emil Sutovsky, Ilia Smirin, Vadim Milov, Nigel Short, Alexei Schirow, Jaan Ehlvest und Sergei Karjakin.
1982 wurde Cámpora Internationaler Meister, seit 1986 ist er Großmeister. Cámpora lebt in Sevilla, Spanien.